# Julien Malland (Seth)
Julien Malland, plus connu sous le pseudonyme de Seth, est un peintre, illustrateur et écrivain français, né à Paris le 24 octobre 1972.
Artiste urbain parisien, il est connu pour de nombreuses compositions murales de personnages, souvent des enfants, vus en trois-quarts dos (ou trois-quarts arrière).
Seth est un artiste globe trotter, se dénommant, lui-même, sous l'appellation originale de « globe-painter » et connu du public en tant qu'auteur et animateur d'émissions de télévision grâce à des reportages consacrés à l'art urbain dans de nombreux pays. Certains de ses reportages ont été diffusés, dans le cadre d'une émission hebdomadaire, sur la chaîne de télévision française Canal+.
Il est également l'auteur de livres consacrés à ce sujet et le cofondateur de la maison d'édition L’œil d'Horus. Il est l'initiateur de la collection « Wasted Talent » qui propose une série de monographies d’artistes issus du mouvement de culture urbaine de graffiti.
L'artiste a collaboré, en qualité de dessinateur, à la bande dessinée Lascars, issue de la série d'animation de Canal+.

## Biographie
« Seth » commence sa carrière d'artiste urbain en 1996. Lycéen, il commença à s'intéresser à l'art des rues en photographiant des graffitis dans les rues de Paris. Invité par des amis, il lança une première action artistique : il réalisait des dessins et ses amis le lettrage. Ses premières compositions à la bombe furent réalisées sur les murs du vingtième arrondissement de Paris. Seth, selon ses propres déclarations se lança tout de suite dans la création de personnages très stylisés.
L'artiste est diplômé de l’ENSAD en 2000. La réalisation de personnages est donc sa spécialité et ses voyages à travers le monde (2003), la découverte des coutumes et les contacts avec les artistes urbains locaux lui ouvrent d'autres perspectives artistiques et font évoluer son style.
Surnommé le « globe painter » pour avoir peint dans de nombreux endroits dans le monde (France, Canada, Chine, Chili, Indonésie, Ukraine), Seth travaille en illustrateur et graphiste freelance ; il dirige aussi la maison d'édition Wasted Talent.
Son livre Globe-painter résume sa vision et son idéal : il s'agit d'un carnet de voyage combinant photos, dessins et illustrations retraçant son itinéraire de peintre muraliste qui a rencontré des artistes de street art du monde entier (Rio de Janeiro, São Paulo, Santiago du Chili, Valparaiso, Sydney, Hong Kong, Tokyo). Dans ce recueil, Seth aborde une autre façon de voyager et de vivre les activités picturales de la rue.
Seth a également été le présentateur et l'auteur de treize reportages, regroupés sous le titre Globe-painter, de la série Les Nouveaux Explorateurs diffusée sur Canal+, les dimanches après-midi.

## Travaux

### Influence
Inspiré par les travaux de l'auteur de bande dessinée Hugo Pratt, Seth est également inspiré par le mangaka Hayao Miyazaki, auteur (entre autres) de film d'animation historiques et fantastiques japonais et plus particulièrement par le film Le Voyage de Chihiro. Seth est également un admirateur du peintre expressionniste autrichien Egon Schiele et de son maître, le peintre symboliste également d'origine autrichienne, Gustav Klimt.

### Style
Ses sujets sont souvent liés à l'enfance du monde entier, enfants souvent imaginés dans un espace hors de toute pesanteur. Les personnages sont aussi fréquemment représentés de trois quarts arrière ou quelquefois sans visage discernable et ils (ou elles) ont généralement des contours très fins donnant ainsi l'impression d'une représentation au pinceau avec une grande maîtrise des couleurs et des ombres.

## Œuvres notables

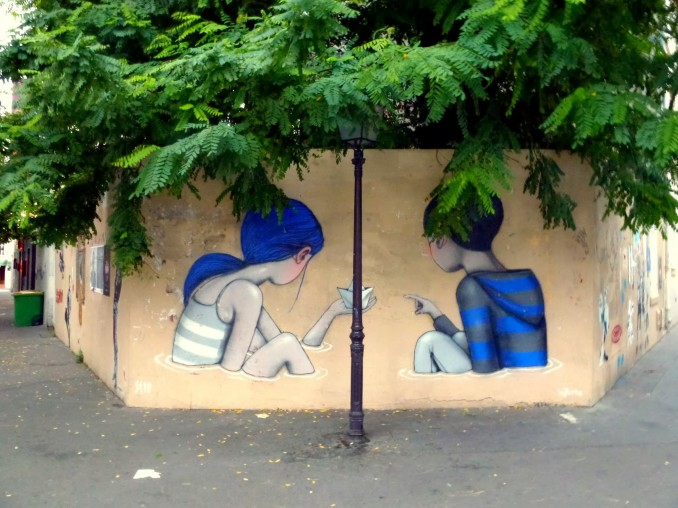
Deux enfants au bateau, place de la Commune-de-Paris.

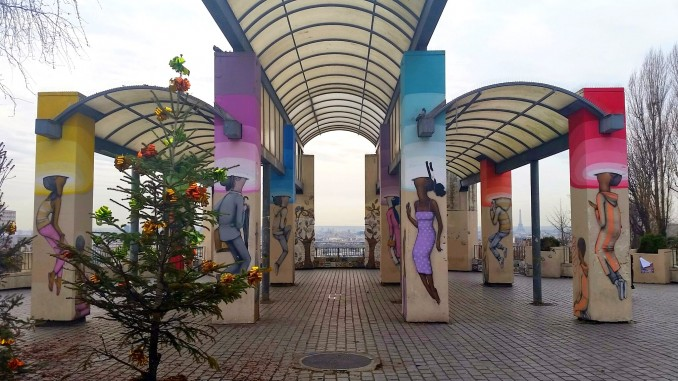
Poteaux, parc de Belleville à Paris.

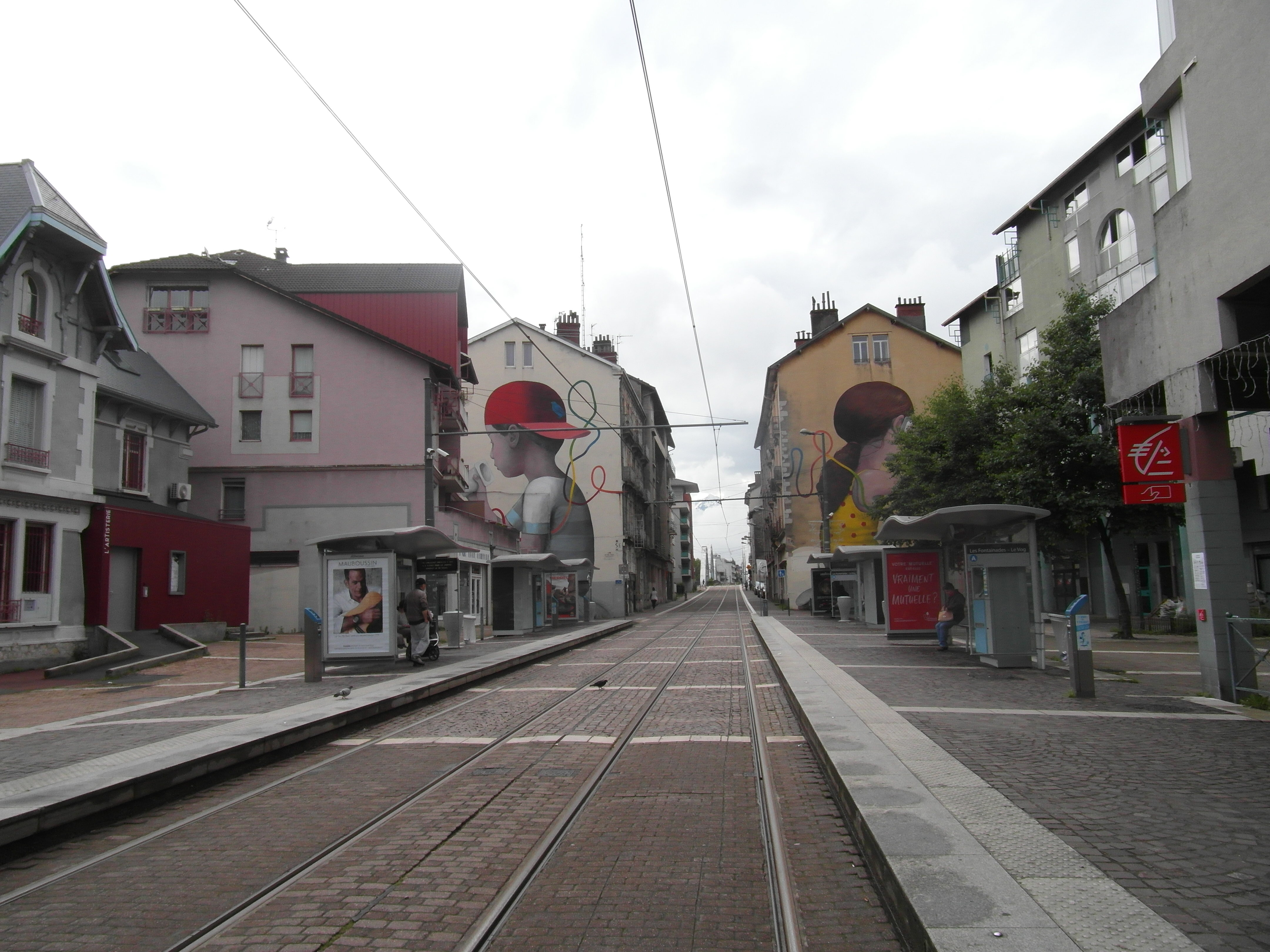
Vue générale de la station de tramway à Fontaine.

### Œuvres créées lors d'un festival
- Édition 2013 de la manifestation « Lézarts de la Bièvre » à Paris
  - Deux enfants au bateau, place de la Commune-de-Paris
  - Personnage à la capuche, passage Boiton
  - Enfant passe muraille, passage Sigaud
  - Enfant passe muraille au 30 d'une rue inconnue
- K-Live Festival 2008 à Sète, Occitanie
  - Homme au chapeau, rue Paul-Valéry à Sète
- ONO'U Festival 2015 de Tahiti, Polynésie française
  - Jeune tahitienne en rouge à Papeete
- « Projet Mu » 2015 à Montréal, Canada
  - Comme un jeu d'enfants
- Paradox Festival 2017 à Tauranga, Nouvelle-Zélande
  - Young Atlas of the Antipodes
- Festival Seawalls à Napier, Nouvelle-Zélande
  - CetaceCan
- Métropole grenobloise, Grenoble Street Art Fest 2017, Auvergne-Rhône-Alpes
  - Wireless à la station de tramway Les fontainades (Fontaine)
  - Les Enfants aux yaourts à Fontaine (station de tramway)

### Autres œuvres (par pays)

#### En Chine
- Les dix portraits de Fengjing (2016) dont :
  - Red Icon
  - Chinese escape
  - Peasant calligrapher
  - The way is the goal
  - Frienship is one mind in two bodies

#### En France
- Paris
  - Jeune fille au parapluie, Rue Émile-Deslandres (2015)
  - Poteaux, parc de Belleville (2015)
  - Fluctuat Nec Mergitur (2015)
- Île de La Réunion
  - Deux fresques Cité Rose des Vents à Le Port (2015)

#### En Inde

Art sur les murs de Bandra, Mumbai.

- Art sur les murs de Bandra à Mumbai (2010)

#### En Indonésie
- Sleepy girl à Canggu, Bali (2016)
- After school à Canggu, Bali (2016)
- Javanese Triptych à Merapi (2017)
- Three Woman à Merapi (2017)

#### En Italie
- Big city life, Tor Marancia à Rome (2014)

#### En Tunisie
- Jeune fille au voile, Djerbahood, Djerba (2014)

#### En Ukraine
- Popasna's swing, Donbass (2014)

#### Aux États-Unis
- Wendy at the window à Jersey City, New Jersey (2017)

## Expositions
- Saint-Malo, église Saint-Sauveur de Saint-Malo, A cappella, du 11 juillet 2020 au 1er novembre 2020.

## Télévision

### Les Nouveaux Explorateurs
Liste des émissions Les Nouveaux Explorateurs de 2009 à 2014 par pays et date de diffusion
| No  | Présentateur          | Thème            | Lieu                     | Première diffusion |
| --- | --------------------- | ---------------- | ------------------------ | ------------------ |
| 92  | Julien Malland (Seth) | Le globe-painter | Le Brésil                | 27/09/2009         |
| 110 | Julien Malland (Seth) | Le globe-painter | L’Afrique du Sud         | 21/02/2010         |
| 124 | Julien Malland (Seth) | Le globe-painter | L’Inde                   | 30/05/2010         |
| 135 | Julien Malland (Seth) | Le globe-painter | La Chine                 | 21/11/2010         |
| 147 | Julien Malland (Seth) | Le globe-painter | Mexique                  | 06/03/2011         |
| 169 | Julien Malland (Seth) | Le globe-painter | Indonésie                | 30/10/2011         |
| 180 | Julien Malland (Seth) | Le globe-painter | Sénégal                  | 29/01/2012         |
| 195 | Julien Malland (Seth) | Le globe-painter | Le Pérou                 | 10/06/2012         |
| 207 | Julien Malland (Seth) | Le globe-painter | L'Ukraine                | 18/11/2012         |
| 218 | Julien Malland (Seth) | Le globe-painter | La Réunion et Madagascar | 17/02/2013         |
| 227 | Julien Malland (Seth) | Le globe-painter | Le Cambodge              | 12/05/2013         |
| 239 | Julien Malland (Seth) | Le globe-painter | L'Australie              | 24/11/2013         |
| 259 | Julien Malland (Seth) | Le globe-painter | L'Argentine              | 18/05/2014         |

### Autres émissions (documentaires)
Toutes produites par Bonne Pioche Productions.
- « Graffiti Argentina » en Argentine, réalisé par Julien Malland et Timo Ebermann, 52 min, 2014
- « Graffiti Outback » en Argentine, réalisé par Julien Malland et Timo Ebermann, 52 min, 2013
- « Khmers et sprays » au Cambodge, réalisé par Julien Malland et Timo Ebermann, 52 min, 2013
- « Des îles et des arts » à la Réunion et Madagascar, réalisé par Vincent Lefebvre, 52 min, 2012
- « Icône de rue en Ukraine », réalisé par Olivier Lemaire, 52 min, 2012
- « Graffiti Chicha » au Pérou, réalisé par Olivier Lemaire, 52 min, 2012
- « Défaites le mur » en Israël-Palestine, réalisé par Vincent Lefebvre, 52 min, 2012
- « Graffiti Yassa » au Sénégal, réalisé par Vincent Lefebvre, 52 min, 2011

## Publications

### Livres
- Kapital, un an de graffiti à Paris avec Gautier Bischoff, éditions Alternatives, 2000 Cet ouvrage, écrit en collaboration avec un photographe, présente toutes les formes et techniques du street art du plus simple (tag) au plus élaboré.
- Globe-painter, 7 mois de voyages et de graffiti, éditions Alternatives, 2007
- Tropical Spray, Voyage au cœur du graffiti brésilien, éditions Alternatives, 2010
- Extramuros, Chroniques d’un Globe-painter, éditions Alternatives, 2012

### Bande dessinée
- Lascars, la vraie vie des vrais gars, éd. Jungle, coll. « Urban jungle »
  - tome 1 (avec El Diablo au scénario et Tartuff aux couleurs), mai 2008  (ISBN 978-2-87442-517-2)
  - tome 2 (avec El Diablo au scénario et Popay aux couleurs), décembre 2009  (ISBN 978-2-87442-583-7)